# Ноц, Седрик
Седрик Ноц (азерб. Sedrik Nots, нем. Jedrij Notz; род. 6 сентября 1974) — азербайджанский горнолыжник, родом из Швейцарии. Специализируется на технических дисциплинах.

## Биография
Родился 6 сентября 1974 года в Швейцарии. Работал в Баку.
На зимних Олимпийских играх 2010 года в Ванкувере  представлял Азербайджан (подробнее см. статью Азербайджан на зимних Олимпийских играх 2010). В гигантском слаломе занял 72-е место с отставанием от победителя (Карло Янка) 28,15 секунд. Принял также участие в слаломе.
В апреле 2013 года Ноц завоевал лицензию на Олимпийские игры 2014, которые пройдут в Сочи, однако из-за ограниченного количества мест в соревнованиях по слалому не смог принять участия на играх.